# Міщенко Андрій Петрович
Андрі́й Петро́вич Мі́щенко (нар. 7 квітня 1991, Бутенки, Полтавська область) — український футболіст, захисник киргизстанського клубу «Мурас Юнайтед».

## Життєпис
Починав грати у футбол у команді «Полтава-Молодь», де провів два роки. Через тривалу захворювання бронх був змушений повернутися в Бутенки. Грав у чемпіонаті області в команді «Колос» (Кобеляки). У цій команді Міщенко був помічений селекціонерами комсомольського ФК «Гірник-Спорт». У цій команді футболіст провів один сезон, після якого перейшов у команду Першої ліги «Сталь» (Алчевськ). Ще за півтора року перейшов до клубу найвищого дивізіону ПФК «Севастополь». У Прем'єр-лізі дебютував 27 квітня 2014 у грі проти «Іллічівця». Усього за кримський клуб зіграв два матчі.
Після окупації Криму російськими військами весною 2014 року ПФК «Севастополь» був розформований а Міщенко влітку того ж року перейшов у донецький «Олімпік». 26 липня 2014 року у грі з одеським «Чорноморцем» дебютував у Прем'єр-лізі за нову команду.
Улітку 2015 року перебрався до ізраїльського «Маккабі» (Нетанья). На початку липня 2016 року став гравцем «Хапоеля» (Ашкелон), але вже взимку 2016/17 залишив команду.
На початку 2018 року повернувся до «Олімпіка» (Донецьк). Наприкінці вересня того ж року став гравцем «Чорноморця» з Одеси.

## Титули і досягнення
- Чемпіон Таджикистану:

«Істіклол»: 2021
- Володар Суперкубка Таджикистану:

«Істіклол»: 2021